# 格林島
格林島是瑞士的島嶼，位於利馬特河附近，長1.1公里、寬0.1公里，面積約0.07平方公里，島上有一座發電站，該島被劃入自然保護區範圍。